# Velká kunratická

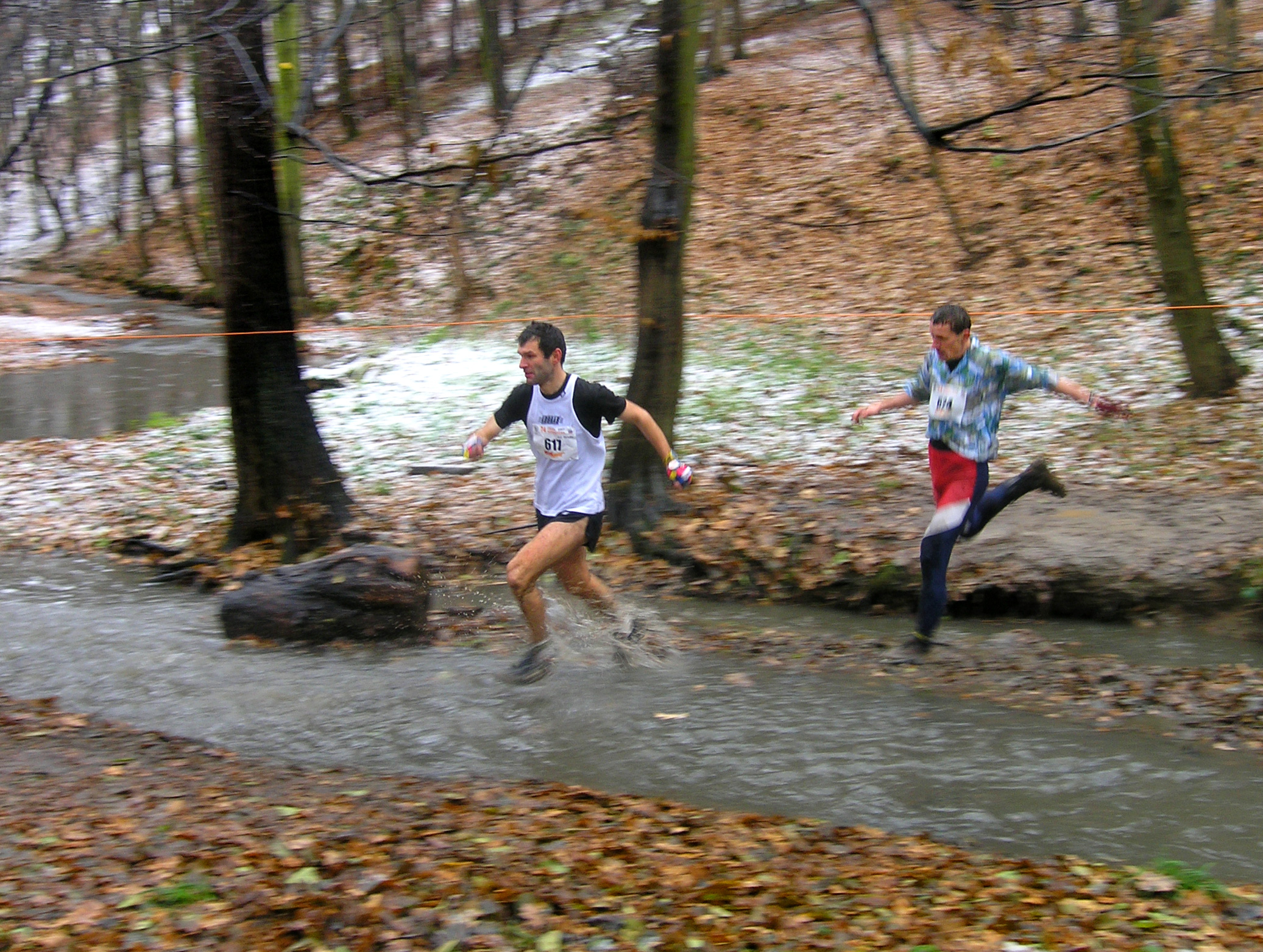
Přeběh přes Kunratický potok

Velká kunratická je každoročně pořádaný běžecký přespolní závod. Běhá se vždy druhou listopadovou neděli v Kunratickém lese v Praze.

## Charakteristika závodu
Pro hlavní trať závodu (v mužské kategorii a kategorii ženy-Hrádek) jsou charakteristická tři prudká stoupání a tři přeběhy Kunratického potoka. Zvláště „výběh k Hrádku“ (na vzdálenosti 60 m převýšení 45 m) je velmi náročný. Trasa pro muže a ženy běžící přes Hrádek je dlouhá 3 100 m, ženská trať měřila 1 330 m, roku 2015 však byla prodloužena na 1900 m (trať společná s dorostenci a staršími žáky). Celkem se běhá 21 kategorií na pěti různých tratích.[zdroj?] Od roku 2008 mohou ženy závodit také na alternativní trase vedoucí přes Hrádek.

### Traťové rekordy
Ve Velké kunratické se vede mnoho rekordů především podle věkových kategorií. Nejcennější jsou rekordy v kategoriích žen a mužů bez rozdílu věku.
- Traťový rekord v kategorii mužů drží od roku 1979 český atlet Vlastimil Zwiefelhofer (nar. 1952) časem 10:58,9 min.
- V ženských kategoriích se vedou traťové rekordy znovu od roku 1992, kdy došlo ke změně trasy. V hlavní kategorii žen jej drží Pavla Havlová (nar. 1982) časem 4:33,9 min. z roku 2003.
 Na trati vedoucí přes Hrádek byla nejrychlejší Kamila Gregorová (nar. 1981), a to v roce 2012 časem 13:58,1.

## Historie a současnost

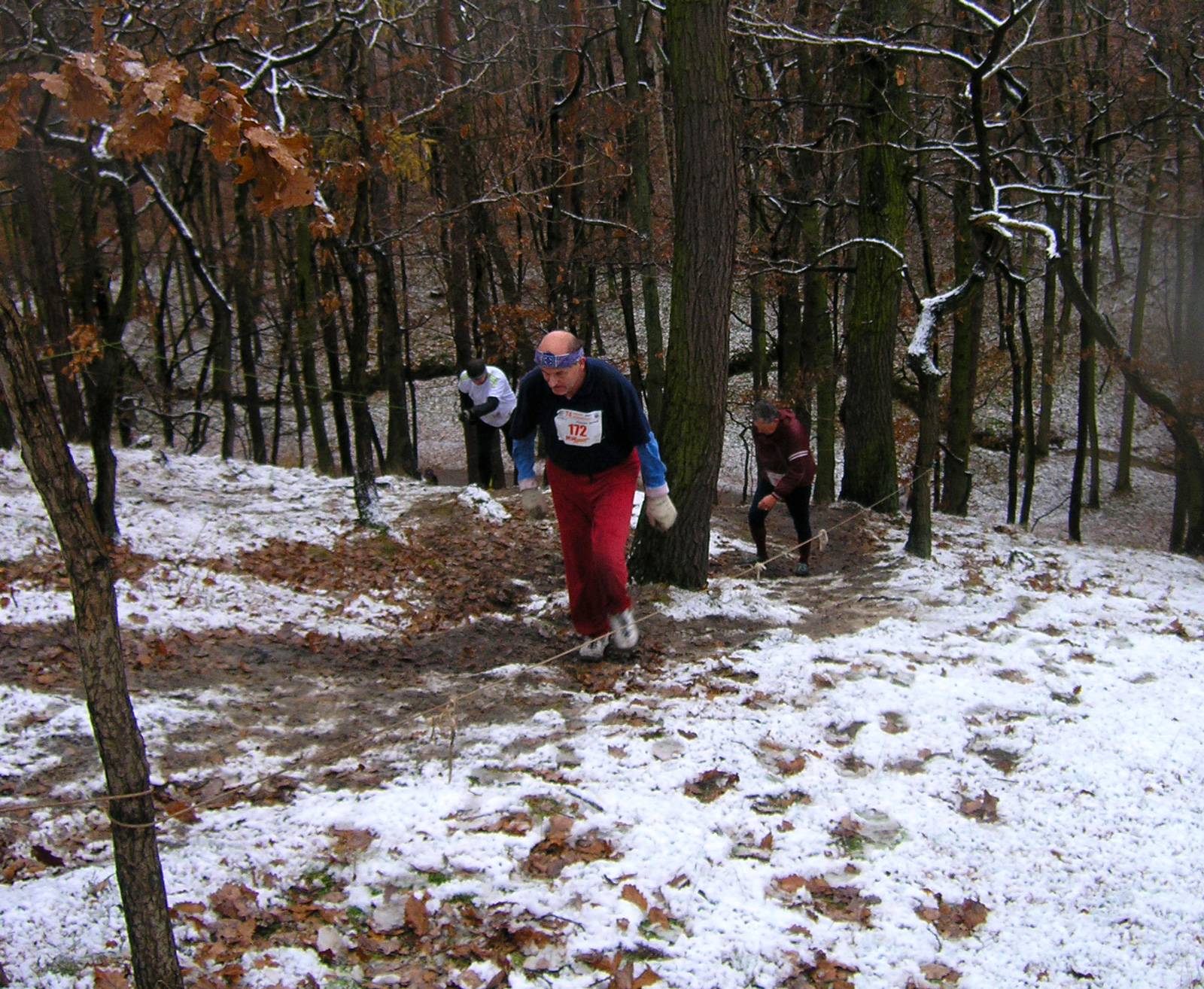
Výběh do posledního kopce

Závod vznikl v roce 1934 jako klubový závod Vysokoškolského sportu Praha. První lesní běh s překážkami Vysokoškolského sportu Praha se konal v neděli 18. 11. 1934. Již roku 1936 se objevuje (v uvozovkách) označení Velká kunratická. Od roku 1966 jej pořádá Atletický klub Spartak Praha 4.
Běhu se zúčastnil i Evžen Rošický.
Padesátý ročník Velké kunratické v roce 1983 byl v mnoha směrech výjimečný. Konal se pod záštitou předsedy Mezinárodního olympijského výboru Juana Antonia Samaranche, který tehdy osobně předával pamětní medaile. Zúčastnilo se ho rekordních 9 128 běžců.
V současnosti je závod méně masový, i když mezi atlety je stále velice vyhledávaný. Počet účastníků je však úředně omezen na celkových 3400 kvůli ochraně přírody (část trasy je vedena po území přírodní památky Údolí Kunratického potoka) a historické památky Nový Hrádek.